# Bukovica (Tomislavgrad)
Bukovica es un pueblo de la municipalidad de Tomislavgrad, en Bosnia y Herzegovina.

## Superficie
Posee una superficie de 12,86 kilómetros cuadrados.

## Demografía
Hasta 2013 la población era de 892 habitantes.